# ФК Витез
НК Витез је хрватски фудбалски клуб из Босне и Херцеговине.

## Историја
Клуб је основан 1947. године као НК Радник, уз Радник клуб је носио име Слога, а од 1954. носи име НК Витез. У два наврата носили су спонзорска имена: 2004. НК Витез ФИС и 2009. НК Ецос Витез. Први предсједник био је Петар Паар.
НК Витез се у бившој Југославији такмичио у тадашњим нижим лигама. Од сезоне 1994./95. године Витез се такмичио у Првој лиги Херцег-Босне, а након стварања Премијер лиге Босне и Херцеговине у фудбалу у сезони 2000./01. настављају наступати у Првој лиги Федерације Босне и Херцеговине. У Прву лигу ФБиХ су се вратили након испадања у другу лигу у сезони 2009./10. За улазак у прву лигу играли су против НК Подгрмеч кога су победили у Витезу са 5:1, а у другој утакмици у Санском Мосту ремизирали 2:2 те са укупних 7:3 остварили пласман у Прву лигу Федерације Босне и Херцеговине. У сезони 2012./13. НК Витез постаје првак Прве лиге Федерације Босне и Херцеговине што је највећи успех у историји клуба.

## Стадион
НК Витез своје домаће утакмице игра на Градском стадиону у Витезу. Због недобијања потребне лиценце НК Витез је прву сезону у Премијер лиги, утакмице играо у Зеници на стадиону Камберовића поље који поседује потребну лиценцу за ово такмичење. Градски стадион у Витезу добио је лиценцу пред почетак сезоне 2014/15.

## Тренутни састав
| Бр. |                     | Позиција | Играч            |
| --- | ------------------- | -------- | ---------------- |
| 1   | Босна и Херцеговина | Г        | Иван Трнић       |
| 2   | Босна и Херцеговина | О        | Иван Станић      |
| 3   | Босна и Херцеговина | С        | Марко Фрањић     |
| 4   | Хрватска            | С        | Дамир Рашић      |
| 6   | Босна и Херцеговина | С        | Кристијан Ремљак |
| 7   | Босна и Херцеговина | О        | Иван Ливаја      |
| 11  | Босна и Херцеговина | С        | Елвис Бибић      |
| 13  | Босна и Херцеговина | С        | Ведран Врховић   |
| 16  | Босна и Херцеговина | С        | Иван Мамић       |
| 17  | Босна и Херцеговина | С        | Бобан Ђерић      |
| 23  | Босна и Херцеговина | О        | Јурица Бадров    |